# 2012년 10월
| 2012년: 1월 · 2월 · 3월 · 4월 · 5월 · 6월 · 7월 · 8월 · 9월 · 10월 · 11월 · 12월 |

| <          | 2012년 10월 | 2012년 10월 | 2012년 10월 | 2012년 10월 | 2012년 10월 | >          |
| 일         | 월          | 화          | 수          | 목          | 금          | 토         |
|            | 1 8.16 을미 | 2 17 병신   | 3 18 정유   | 4 19 무술   | 5 20 기해   | 6 21 경자  |
| 7 22 신축  | 8 23 임인   | 9 24 계묘   | 10 25 갑진  | 11 26 을사  | 12 27 병오  | 13 28 정미 |
| 14 29 무신 | 15 9.1 기유 | 16 2 경술   | 17 3 신해   | 18 4 임자   | 19 5 계축   | 20 6 갑인  |
| 21 7 을묘  | 22 8 병진   | 23 9 정사   | 24 10 무오  | 25 11 기미  | 26 12 경신  | 27 13 신유 |
| 28 14 임술 | 29 15 계해  | 30 16 갑자  | 31 17 을축  |             |             |            |

| - 10월 1일 - 에릭 홉스봄 - 10월 15일 - 노르돔 시아누크 편집하기 |

## 2012년10월 29일(월요일)
재난/재해
- 큰 규모의 허리케인 샌디가 미국 동부 지역에 큰 피해를 입히다.

## 2012년10월 28일(일요일)
사회
- 대한민국 국가지명위원회에서 독도 지명을 새롭게 정하다.

## 2012년10월 27일(토요일)
국제
- 캐나다 브리티시컬럼비아주 서부 해안에서 규모 7.7의 지진이 발생하다.

사회
- 서울 지하철 7호선이 인천광역시의 부평구청역까지 연장되었다.

## 2012년10월 25일(목요일)
정치
- 새누리당과 선진통일당이 합당을 선언하다.

## 2012년10월 21일(일요일)
환경
- 녹색기후기금(GCF) 사무국의 대한민국 인천광역시 송도 유치가 확정되다.

## 2012년10월 19일(금요일)
IT
- 야후! 코리아가 2012년 12월 31일까지만 운영하기로 하고 한국 시장을 철수하기로 결정하다.

## 2012년10월 18일(목요일)
국제
- UN의 안전 보장 이사회 비상임국에 대한민국, 르완다, 아르헨티나, 오스트레일리아, 룩셈부르크가 선출되다.

## 2012년10월 15일(월요일)
국제
- 미국의 앨빈 로스와 로이드 새플리가 2012년 노벨 경제학상의 공동 수상자로 선정되다.
- 펠릭스 바움가르트너가 성층권 39Km에서의 음속을 뚫고 스카이다이빙에 성공하다.

부고
- 노르돔 시아누크 전 캄보디아 국왕이 서거하다.

## 2012년10월 14일(일요일)
사회
- 서울의 정부중앙청사에 화재가 발생하다.

## 2012년10월 12일(금요일)
국제
- 유럽연합(EU)이 2012년 노벨 평화상의 수상자로 선정되다.

## 2012년10월 11일(목요일)
경제
- 대한민국 금융통화위원회가 기준금리를 0.25%p 내린 2.75%로 정하다.

국제
- 중국의 모옌이 2012년 노벨 문학상의 수상자로 선정되다.

## 2012년10월 10일(수요일)
국제
- 미국의 로버트 레프코위츠와 브라이언 코빌카가 2012년 노벨 화학상의 공동 수상자로 선정되다.

## 2012년10월 9일(화요일)
국제
- 프랑스의 세르주 아로슈와 미국의 데이비드 와인랜드가 2012년 노벨 물리학상의 공동 수상자로 선정되다.

## 2012년10월 8일(월요일)
방송
- KBS 1TV가 개국 51년만에 종일 방송을 시작하다. MBC도 이날 부로 기존 아침 6시에서 5시로 방송 시작 시간을 앞당기다.

국제
- 영국의 존 거든과 일본의 야마나카 신야가 2012년 노벨 생리학·의학상의 공동 수상자로 선정되다.

## 2012년10월 7일(일요일)
선거
- 우고 차베스 베네수엘라 대통령이 선거에서 4선에 성공하다.

## 2012년10월 5일(금요일)
사회
- 내곡동 특검의 특별검사로 이광범 변호사가 임명되다.

## 2012년10월 1일(월요일)
부고
- 영국의 역사학자 에릭 홉스봄이 폐렴으로 사망하다.

사건 및 사고
- 라마 섬 선박 충돌 사고가 발생하다.